# Cremastus arcuatus
Cremastus arcuatus là một loài tò vò trong họ Ichneumonidae.